# Campeonato Goiano de Futebol de 1980
O Campeonato Goiano de Futebol de 1980 foi a 37º edição da divisão principal do campeonato estadual de Goiás. O campeão foi o Vila Nova que conquistou seu 9º título na história da competição. O Goiás foi o vice-campeão.

## Participantes
| Equipe    | Cidade    | Em 1979 | Participação | Títulos             |
| --------- | --------- | ------- | ------------ | ------------------- |
| Anápolis  | Anápolis  | 6º      | -            | 1 (1965)            |
| Anapolina | Anápolis  | 5º      | -            | 0 (não possui)      |
| Atlético  | Goiânia   | 2º      | 37ª          | 7 ( último em 1970) |
| Goiânia   | Goiânia   | 7º      | 37ª          | 14 (último em 74)   |
| Goiás     | Goiânia   | 4º      | 37ª          | 5 (Último em 1976)  |
| Goiatuba  | Goiatuba  | 9º      | -            | 0 (não possui)      |
| Itumbiara | Itumbiara | 3º      | -            | 0 (não possui)      |
| Rio Verde | Rio Verde | -       | -            | 0 (não possui)      |
| Vila Nova | Goiânia   | 1º      | -            | 8 (último em 1979)  |

## Premiação
| Campeonato Goiano de 1980     |
| Goiânia                       |
| ----------------------------- |
| Vila Nova Campeão (9º título) |